# زکار
زکار (به عربی: زکار) یک شهرداری در الجزایر است که در استان جلفه واقع شده‌است. زکار ۳٬۱۴۲ نفر جمعیت دارد.